# Dietmar Hamann
Dietmar Hamann (Waldsassen, Baviera, 27 de agosto de 1973) es un exfutbolista y entrenador alemán que jugaba como centrocampista. Actualmente se encuentra sin dirigir desde 2011, tras su salida del Stockport County Football Club.
Su último club fue el Milton Keynes Dons Football Club, en el que actuó como entrenador-jugador desde junio de 2010 hasta febrero de 2011. Previamente militó en el Bayern Múnich, Newcastle United, Liverpool y Manchester City.

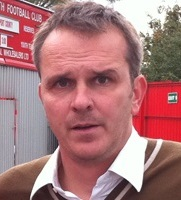
Hamann en 2011.

## Selección nacional
Fue internacional con la selección de fútbol de Alemania, jugó 59 partidos internacionales y anotó cinco goles. Uno lo marcó ante Inglaterra en el año 2000, el último gol en el viejo Wembley, para ganar 1 a 0 con su gol al decimocuarto minuto de juego.
Participó en los mundiales de Francia 1998 y Corea del Sur-Japón 2002, en este último su seleccionado terminó subcampeón tras caer en la final por 2-0 ante Brasil.
Al no haber sido seleccionado para el equipo alemán en la Copa Mundial de 2006, decidió retirarse oficialmente del fútbol internacional ese mismo año. 

### Participaciones en Copas del Mundo
| Mundial                        | Sede                  | Resultado        |
| ------------------------------ | --------------------- | ---------------- |
| Copa Mundial de Fútbol de 1998 | Francia               | Cuartos de final |
| Copa Mundial de Fútbol de 2002 | Corea del Sur y Japón | Subcampeón       |

### Participaciones en Eurocopa
| Eurocopa      | Sede                   | Resultado    |
| ------------- | ---------------------- | ------------ |
| Eurocopa 2000 | Bélgica y Países Bajos | Primera fase |
| Eurocopa 2004 | Portugal               | Primera fase |

## Clubes

### Como jugador
| Club             | País       | Año       |
| ---------------- | ---------- | --------- |
| Bayern Múnich    | Alemania   | 1993-1998 |
| Newcastle United | Inglaterra | 1998-1999 |
| Liverpool FC     | Inglaterra | 1999-2006 |
| Manchester City  | Inglaterra | 2006-2009 |
| MK Dons          | Inglaterra | 2009-2011 |

### Como entrenador
| Club                 | País       | Año                  |
| -------------------- | ---------- | -------------------- |
| MK Dons              | Inglaterra | 2010-2011 (2do ent.) |
| Leicester City F. C. | Inglaterra | 2011 (2do ent.)      |
| Stockport County     | Inglaterra | 2011                 |

## Palmarés

### Campeonatos nacionales
| Título                      | Club               | País       | Año  |
| --------------------------- | ------------------ | ---------- | ---- |
| 1. Bundesliga               | F.C. Bayern Múnich | Alemania   | 1994 |
| 1. Bundesliga               | F.C. Bayern Múnich | Alemania   | 1997 |
| Copa de la Liga de Alemania | F.C. Bayern Múnich | Alemania   | 1997 |
| Copa de Alemania            | F.C. Bayern Múnich | Alemania   | 1998 |
| Copa de la Liga             | Liverpool FC       | Inglaterra | 2001 |
| FA Cup                      | Liverpool FC       | Inglaterra | 2001 |
| Charity Shield              | Liverpool FC       | Inglaterra | 2001 |
| Copa de la Liga             | Liverpool FC       | Inglaterra | 2003 |
| FA Cup                      | Liverpool FC       | Inglaterra | 2006 |

### Campeonatos internacionales
| Título                       | Equipo (*)         | Sede     | Año  |
| ---------------------------- | ------------------ | -------- | ---- |
| Copa de la UEFA              | F.C. Bayern Múnich | Francia  | 1996 |
| Copa de la UEFA              | Liverpool FC       | Alemania | 2001 |
| Supercopa de Europa          | Liverpool FC       | Mónaco   | 2001 |
| Liga de Campeones de la UEFA | Liverpool FC       | Turquía  | 2005 |
| Supercopa de Europa          | Liverpool FC       | Mónaco   | 2005 |

### Distinciones individuales
| Distinción                                                     | Año  |
| -------------------------------------------------------------- | ---- |
| Equipo de las Estrellas de la Copa Mundial de Fútbol (Reserva) | 2002 |
| Gol de la Temporada de la Premier League                       | 2004 |